# Лунка (Тулћа)
Лунка (рум. Lunca) насеље је у Румунији у округу Тулћа у општини Чамурлија де Жос. Oпштина се налази на надморској висини од 3 m.

## Становништво
Према подацима из 2002. године у насељу је живело 1362 становника, од којих су сви румунске националности.